# Bobby Lee
Bobby Lee (ur. 17 września 1971 w San Diego) – amerykański komik, podcaster i aktor pochodzenia koreańskiego.

## Życiorys
Urodził się w rodzinie pochodzenia koreańskiego, wychowywał się w Poway. Podjął studia na Palomar College, z których zrezygnował, następnie pracował w kawiarni. Ostatecznie jednak zajął się sztuką, występując jako stand-uper. Od 2001 do 2009 roku związany był z programem Mad TV.
W 2015 roku wraz z Khalylą Kuhn rozpoczął prowadzenie podcastu TigerBelly, a w 2020 roku wspólnie z Andrewem Santino zaangażował się w podcast Bad Friends.

## Filmografia[1]
- Stare, ale jare jako Aki (2007)[3]
- Boski chillout jako Bobby (2008)
- Harold i Kumar: Spalone święta jako Kenneth Park (2011)
- Paul jako Valet (2011)
- Dyktator jako Mr. Lao (2012)

## Życie prywatne
Syn Jeanie i Roberta – właścicieli sklepu odzieżowego w San Diego. Ma młodszego brata Steve'a.
W 2016 roku wziął ślub z Khalylą Kuhn.